# Miejskie Teatry Dramatyczne
Miejskie Teatry Dramatyczne (MTD) – pierwsza organizacja teatralna po II wojnie światowej w Warszawie. Utworzona 7 lipca 1945 z inicjatywy Jana Mrozińskiego. Działalność zakończono z końcem sezonu 1948/49.
Siedziba Miejskich Teatrów Dramatycznych mieściła się w gmachu Teatru Powszechnego przy ulicy Zamoyskiego 20. Teatry MTD miały wspólne kierownictwo artystyczne, dyrekcję i zespół, z wyjątkiem Sceny Muzyczno-Operowej.

## Kierownictwo
- Jan Mroziński – dyrektor i kierownik artystyczny
- Eugeniusz Poreda – dyrektor
- Aleksander Maliszewski – kierownik literacki
- Józef Maśliński – dyrektor i kierownik artystyczny

## Skład
- Teatr Powszechny
- Teatr Mały przy ul. Marszałkowskiej 81
- Teatr Comoedia przy ul. Szwedzkiej 2
- Teatr Rozmaitości przy ul. Marszałkowskiej 8
- Scena Muzyczno-Operowa przy ul. Marszałkowskiej